# Лезак, Джейсон
Джейсон Эдвард Лезак (англ. Jason Edward Lezak, род. 12 ноября 1975, Ирвайн, Калифорния, США) — американский пловец, четырёхкратный олимпийский чемпион и восьмикратный чемпион мира. Один из немногих олимпийских чемпионов, который не имел профессионального тренера и сам составлял план тренировок.
Лезак специализируется на дистанциях 50 и 100 м вольным стилем. Так же он является мировым рекордсменом в эстафетах 4×100 м вольным стилем и 4×100 м комплекс. Бывший рекордсмен США на дистанции 100 м вольным стилем, уступая лишь Майклу Фелпсу.

## Джейсон Лезак на олимпийских играх
Олимпиада в Сиднее стала первой для уже не молодого Лезака. Но 24-летний спортсмен без наград не остался. После олимпиады в активе американского пловца уже было две медали: золото в эстафете 4×100 м комплекс и серебро в эстафете 4×100 м вольным стилем.
В Афинах Лезак пополнил свою копилку ещё двумя медалями. Сначала он вместе со своими партнёрами по сборной завоевал бронзу в эстафете 4×100 м метров вольным стилем, а затем в последний день соревнований по плаванию, плывя на последнем этапе в эстафете 4×100 м комплекс, завоевал золото, попутно установив высшее мировое достижение.
На Олимпиаде в Пекине Джейсон сотворил настоящее чудо в эстафете 4×100 м вольным стилем. В Пекинском центре водных видов спорта развернулась борьба между сборными Франции и США. За французов на последнем этапе плыл будущий олимпийский чемпион на дистанции 100 м вольным стилем Ален Бернар. Лезак смог отыграть у Бернара около корпуса преимущества, преодолев свой этап за 46.06 сек, при том, что мировой рекорд составляет 47.05 сек. На третьей для себя Олимпиаде Лезаку наконец-то удалось завоевать первую индивидуальную олимпийскую награду, разделив третье место на дистанции 100 м вольным стилем с бразильцем Сезар Сьелу. Под занавес соревнований по плаванию Джейсон помог Майклу Фелпсу в эстафете 4×100 м комплекс выиграть восьмое золото игр в Пекине и побить рекорд Марка Спитца.

## Личные рекорды
- 50 м вольный стиль: 21.98
- 100 м вольный стиль: 47.58
- эстафетный этап 100 м вольный стиль: 46.06 (ФИНА не признаёт за мировой рекорд секунды, показанные на эстафетном этапе)

## Биография
Родился в Ирвайне в еврейской семье: его отец Дэвид Лезак — торговец изделиями из кожи, мать Линда Манн — учительница начальных классов. Окончил Калифорнийский университет в Санта-Барбаре.